# Hilarographa quinquestrigana
Hilarographa quinquestrigana es una especie de polilla de la familia Tortricidae.
Fue descrita científicamente por Walker en 1866.